# 马里奥·海佐尼亚
馬里奧·海佐尼亚（1995年2月25日—），克羅地亞籃球運動員。現為自由球員。他在場上的位置是得分後衛或小前鋒。他也代表克羅地亞國家籃球隊參賽。2015年NBA選秀中獲第五順位被奧蘭多魔術選中。

## 外部連結
- 馬里奧·赫祖加在fiba.basketball（英语）
- 馬里奧·赫祖加在archive.fiba.com（存檔）（英语）
- 馬里奧·赫祖加在NBA官網（英语）
- 馬里奧·赫祖加在歐洲籃球聯賽官網（英语）
- 馬里奧·赫祖加在西班牙篮球甲级联赛官網（球員）（西班牙语）
- 馬里奧·赫祖加在Basketball-Reference.com（NBA）（英语）
- 馬里奧·赫祖加在Basketball-Reference.com（國際）（英语）
- 馬里奧·赫祖加在ESPN（NBA）（英语）
- 馬里奧·赫祖加在Eurobasket.com（球員）（英语）
- 馬里奧·赫祖加在Proballers（英语）
- 馬里奧·赫祖加在RealGM（英语）
- 馬里奧·赫祖加在Olympedia（英语）
- 马里奥·海佐尼亚的Instagram帳戶